# Eva Adamczyková
Eva Adamczyková née Samková est une snowboardeuse tchèque née le 28 avril 1993 à Vrchlabí. Elle remporte la médaille d'or lors de l'épreuve du cross aux Jeux olympiques d'hiver de 2014 à Sotchi. Elle est également double championne du monde de sa discipline lors des mondiaux de 2019 et 2023.

## Carrière
Samková court tout d'abord en snowboard freestyle, mais après plusieurs blessures elle commence à courir en snowboard cross pendant la saison 2008/2009. Ses entraîneurs sont Marek Jelínek et Jakub Flejšar. Sa signature en compétition est une moustache qu'elle dessine sur sa lèvre supérieure.
Samková gagne à trois reprises la Coupe du monde junior (en 2010, 2011 et 2013), et le titre national tchèque en 2013.
Après avoir sauté la saison 2011/2012 à cause d'une blessure au genou, elle est classée 4e à la Coupe du monde dans la saison 2012/2013 et en décembre 2013 l'Universiade d'hiver.
Elle gagne la médaille d'or aux Jeux olympiques de Sotchi 2014, en snowboard cross pour la République tchèque.
Aux Jeux de 2018, elle remporte la médaille de bronze dans la même épreuve.

## Palmarès

### Jeux olympiques
| Épreuve / Édition   | Snowboardcross |
| ------------------- | -------------- |
| JO 2014 Sotchi      | Or             |
| JO 2018 Pyeongchang | Bronze         |

### Championnats du monde
| Épreuve / Édition           | Snowboardcross |
| --------------------------- | -------------- |
| Mondiaux 2011 La Molina     | 5e             |
| Mondiaux 2013 Stoneham      | 7e             |
| Mondiaux 2015 Kreischberg   | 6e             |
| Mondiaux 2017 Sierra Nevada | 12e            |
| Mondiaux 2019 Park City     | Or             |
| Mondiaux 2021 Idre          | Bronze         |
| Mondiaux 2023 Bakuriani     | Or             |

### Coupe du monde
- 3 gros globes de cristal :
  - Vainqueure du classement snowboardcross en 2017, 2019 et 2021.
- 35 podiums en individuelle dont 19 victoires.

#### Détails des victoires en Coupe du monde
| Épreuve / Édition | Snowboard Cross                           |
| ----------------- | ----------------------------------------- |
| 2012-2013         | Blue Mountains                            |
| 2013-2014         | Montafon Vallnord                         |
| 2015-2016         | Feldberg Sunny Valley                     |
| 2016-2017         | Solitude Mountain Resort Feldberg         |
| 2017-2018         | Erzurum La Molina Moscou                  |
| 2018-2019         | Breuil-Cervinia Baqueira Beret Veysonnaz  |
| 2019-2020         | Montafon                                  |
| 2020-2021         | Chiesa in Valmalenco Bakouriani Veysonnaz |
| 2021-2022         | Genting Secret Garden                     |
| 2023-2024         | Saint-Moritz                              |

#### Différents classements en coupe du monde
| Année/Classement | Année/Classement | Snowboarccross | Snowboarccross |
| ---------------- | ---------------- | -------------- | -------------- |
| Année/Classement | Année/Classement | Class.         | Points         |
| 2010             | 2010             | 30e            | 370            |
| 2011             | 2011             | 7e             | 2050           |
| 2012             | 2012             | 37e            | 110            |
| 2013             | 2013             | 4e             | 2960           |
| 2014             | 2014             | 5e             | 2430           |
| 2015             | 2015             | -              | -              |
| 2016             | 2016             | 2e             | 5060           |
| 2017             | 2017             | 1re            | 5170           |

### Championnats du monde juniors
| Épreuve / Édition        | Snowboardcross | Parallèle Slalom | Parallèle GS |
| ------------------------ | -------------- | ---------------- | ------------ |
| Mondiaux 2010 Cardrona   | Or             | Ab.              | 29e          |
| Mondiaux 2011 Valmalenco | Or             | -                | -            |
| Mondiaux 2013 Erzurum    | Or             | -                | -            |